# Barend van Hijkoop
Barend van Hijkoop (Den Haag, 23 oktober 1953) is een voormalig voetballer van FC Den Haag en FC Vlaardingen.
Van Hijkoop debuteerde in het seizoen 1972-1973 namens FC Den Haag in de eredivisie. De aanvaller slaagde er in drie seizoenen niet in een basisplaats te bemachtigen. Wel mocht hij invallen in de gewonnen KNVB beker-finale tegen FC Twente. Vanaf 1975 speelde hij nog een seizoen in de eerste divisie bij FC Vlaardingen. Na zijn voetbalcarrière werd Van Hijkoop facilitair manager.